# Pellucidar
Pellucidar ist ein vom Tarzan-Autoren Edgar Rice Burroughs erdachter fiktiver Kontinent, der sich auf der inneren Fläche der hohlen Sphäre der Erde befindet. Burroughs greift damit die Theorie der hohlen Erde auf. Der sieben Bände umfassende Zyklus gehört zu den bekanntesten Werken des Autors.

## Beschreibung
Im Gegensatz zur Außenwelt ist das Land-Wasserverhältnis der Fläche in Pellucidar genau umgekehrt. Die Landfläche umfasst über 123.110.000 Quadratmeilen, wohingegen 41.370.000 Quadratmeilen von Ozeanen eingenommen werden. Beleuchtet wird die Welt von einer kleinen Sonne, die sich genau im Mittelpunkt der Erdhohlkugel befindet und ihren Stand nie verändert. So herrscht in Pellucidar ewiger Tag. Ausnahme ist eine kleine Region, die im Schatten eines kleinen, geostationären Mondes der Sonne liegt und darum das Land der schrecklichen Schatten genannt wird. Trotz der geringen Ausmaße der Sonne ist diese kräftig genug, um in Pellucidar ein reichhaltiges Leben zu gewährleisten.
Durch die konkave Wölbung der inneren Erdoberfläche von Pellucidar gibt es dort keine Horizontlinie. Alles, was man in der Ferne sieht, scheint sich höher zu befinden und verliert sich in noch größerer Entfernung in einer Dunstschicht.

## Handlung
Held der Geschichten ist der reiche Erbe David Innes, der sich zusammen mit seinem Freund Abner Perry, der einen mechanischen Maulwurf konstruiert hat, zu einer Reise ins Erdinnere aufmacht, um so an neue Lagerstätten von Anthrazitkohle zu kommen. Durch einen Konstruktionsfehler sind sie jedoch nicht in der Lage, mit ihrem Bohrer die Richtung zu wechseln, so dass sie sich 500 Meilen tief durch die Erdkruste bohren. Dort stoßen sie plötzlich auf eine phantastische Welt voller prähistorischen Lebens.
Bei ihrer Ankunft treffen die beiden Freunde auf ein steinzeitliches Volk, bei dem sie sich so wohl fühlen, dass sie beschließen, dort zu bleiben. Gleichzeitig erwacht in ihnen das Bestreben, die Menschen von Pellucidar zu zivilisieren und ihnen die technischen Errungenschaften der Menschen der Außenwelt zu bringen. Zu diesem Zweck unternimmt David Innes noch mal eine Reise zurück zur Außenwelt, um mit allerlei wichtigen Dingen zurückzukehren.

## Veröffentlichung
1914 erschien im All-Story Weekly-Magazin der erste Teil des Zyklus, At the Earth's Core (dt. Im Erdkern), dem bereits 1915 die erste Fortsetzung Pellucidar im All-Story Cavalier Weekly-Magazin folgte. 1922 und 1923 erschienen die ersten Buchausgaben. Erst 1929 ließ Burroughs den dritten Teil Tanar of Pellucidar (dt. Tanar von Pellucidar) folgen, der diesmal im Blue Book Magazine erschien. Gleich im Anschluss folgte mit Tarzan at the Earth’s Core (dt. Tarzan am Mittelpunkt der Erde) die Fortsetzung, die gleichzeitig auch den Tarzan-Zyklus fortsetzte und beide Welten miteinander verknüpfte. Bereits 1930 folgten die Buchausgaben. Erst 1937 erschien, erst im Argosy-Weekly-Magazin und alsbald darauf als Buch, der fünfte Teil mit dem Titel Back to the Stone Age (dt. Zurück in die Steinzeit). 1942 ließ Burroughs gleich vier weitere kurze Folgen erscheinen, von denen Return to Pellucidar (dt. Die Rückkehr nach Pellucidar), Men of the Bronze Age (dt. Die Menschen aus der Bronzezeit) und Tiger-Girl (dt. Das Tigermädchen) im Amazing Stories-Magazin und Savage Pellucidar im Amazing-Stories-Quarterly-Magazin abgedruckt wurden. All diese Geschichten erschienen erst 1963 unter dem Obertitel Savage Pellucidar in Buchform. 1944 schrieb Burroughs mit Land of Terror (dt. Land des Schreckens) den letzten Teil des Pellucidar-Zyklus, der sogleich in Buchform erschien.

## Rezeption
1924 schrieb der russische Geologe und Geograph Wladimir Obrutschew seinen Roman Plutonien, der einige Parallelen zu den Pellucidar-Büchern von Burroughs aufweist.
1976 wurde der erste Pellucidarroman unter dem Titel Der sechste Kontinent von Kevin Connor verfilmt.
Mit Ausnahme des vierten Bandes, Tarzan at The Earth’s Core, in dem sich der Tarzan- und der Pellucidar-Zyklus überschneiden, lagen die Pellucidar-Bücher bisher nicht in deutscher Sprache vor. Im Jahre 2018 ist es unabhängig voneinander zu zwei Übersetzungen des ersten Bandes gekommen. Unter dem Titel „Bestiarium Pellucidaris“ ist im Jahre 2019 ein Nachschlagewerk zu den Lebensformen der Inneren Welt unter Zuordnung zu den entsprechenden paläontologischen Lebensformen der realen Welt erschienen.

## Bibliografie
Romane
- 1 At the Earth’s Core (4 Teile in: All-Story Weekly, April 4, 1914 ff.; auch: Lost Inside the Earth, 1929)
  - Deutsch:
    - Am Mittelpunkt der Erde. Kranichborn, 1997.
    - Der sechste Kontinent. Übersetzt von Helmut W. Pesch. Apex, 2018, ISBN 978-3-7467-6743-7.
    - Odyssee durch die Innenwelt. Übersetzt von Hendrik Többens. Többens, 2019, ISBN 978-3-00-061749-2.
- 2 Pellucidar (5 Teile in: All-Story Cavalier Weekly, May 1, 1915 ff.)
  - Deutsch:
    - Pellucidar. Kranichborn, 1997.
    - Rückkehr nach Pellucidar. Übersetzt von Helmut W. Pesch. Apex, 2018, ISBN 978-3-7467-6744-4.
- 3 Tanar of Pellucidar (6 Teile in: The Blue Book Magazine, March 1929 ff.)
  - Deutsch:
    - Tanar von Pellucidar. Kranichborn, 1997.
    - Tanar von Pellucidar. Übersetzt von Chris Bucher. Apex, 2021, ISBN 978-3-7541-3149-7.
- 4 Tarzan at the Earth’s Core (in: The Blue Book Magazine, September 1929 - March 1930)
  - Deutsch:
    - Tarzan am Mittelpunkt der Erde. Übersetzt von Ruprecht Willnow. Kranichborn Verlag, 1996, ISBN 3-930040-27-1.
    - Tarzan in Pellucidar. Übersetzt von Chris Bucher. Apex, 2021, ISBN 3-754131-31-1.
- 5 Seven Worlds to Conquer (6 Teile in: Argosy, January 9, 1937 ff.; auch: Back to the Stone Age)
  - Deutsch: 
    - Zurück in die Steinzeit. Kranichborn, 1997.
    - Zurück in die Steinzeit. Übersetzt von Chris Bucher. Apex, 2021, ISBN 978-3754922507.
- 6 Land of Terror (1944)
  - Deutsch: 
    - Land des Schreckens. Kranichborn, 1997.
    - Im Land des Schreckens. Übersetzt von Chris Bucher. Apex, 2022, ISBN 978-3754952290.
- 7 Savage Pellucidar (1941)
  - Deutsch: Wildes Pellucidar. Kranichborn, 1997.

Kurzgeschichten
- Men of the Bronze Age (in: Amazing Stories, March 1942)
- The Return to Pellucidar (in: Amazing Stories, February 1942; auch: Return to Pellucidar, 1969)
- Tiger Girl (in: Amazing Stories, April 1942)
- Savage Pellucidar (1963, in: Edgar Rice Burroughs: Savage Pellucidar)
- Three Science Fiction Novels (Sammelausgabe von 1–3; 1963)